# Charles Lebaigue
Charles Hubert Lebaigue (19 novembre 1820 à Paris - 29 août 1903 à Nemours), est un poète, grammairien et pédagogue français. 

## Biographie
Bachelier ès-lettres, il fait des études de droit et devient répétiteur à Paris avant d'entrer au lycée du Puy (1846). Agrégé de grammaire (1847), professeur au lycée de Vendôme (1847-1853) puis d'Orléans, de Toulouse (1854) et de Bordeaux (1855-1864), il est nommé professeur de lettres classiques au lycée Charlemagne de Paris en 1867, poste qu'il conserve jusqu'en 1877 au moment où une maladie de poitrine ne lui permet plus de travailler. Il prend sa retraite en 1884.
Traducteur de nombreux auteurs latins (Tite-Live, Cicéron, Virgile...), on lui doit de nombreux ouvrages de pédagogies sur la langue française et l'histoire de la littérature qui ont essentiellement été utilisés dans les classes à la fin du XIXe siècle. 
Il est par ailleurs l'auteur de quelques poésies (Chants intimes, mater dolorosa, mis en musique par Alfred Dufresne).

## Œuvres
- Recueil gradué de thèmes latins à l'usage des classes supérieures et des candidats à la licence. Choix de morceaux extraits des meilleurs écrivains français, textes et traductions, par Ch. Lebaigue et Th. Caublot, 1861
- Dictionnaire latin-français, rédigé spécialement à l'usage des classes..., suivi d'un appendice sur la métrologie, les monnaies et le calendrier des Romains, Belin, 1869
- Choix gradué de versions latines, à l'usage des classes supérieures et des aspirants au baccalauréat, Belin, 1876
- Le livre de l'école, choix de lectures expliquées, à l'usage des écoles primaires, Belin, 1883
- Morceaux choisis d'auteurs latins, tirés des meilleures traductions... à l'usage de l'enseignement secondaire spécial et de l'enseignement secondaire des jeunes filles, Belin, 1883
- La Crise de l'enseignement secondaire, L. Cerf, 1885
- La Question des lexiques, Belin, 1885
- La Lecture expliquée, recueil de morceaux choisis, avec commentaires et questionnaires, à l'usage des élèves des écoles normales, des écoles primaires supérieures et des aspirants au brevet élémentaire de capacité, Belin, 1888
- La Réforme orthographique et l'Académie française, Belin et Delagrave, 1889
- Morceaux choisis d'auteurs français, Belin, 1890
- Morceaux choisis de littérature française, auteurs des XVIe, XVIIe et XVIIIe siècles, précédés d'extraits des auteurs du XIe au XVIe siècle, prose et poésie, Belin, 1892
- Pour nos filles, choix de lectures expliquées à l'usage des jeunes filles, Belin, 1892
- Lectures expliquées pour nos fils à l'usage de l'enseignement primaire, Belin, 1894-1895
- Leçons élémentaires d'analyse et de composition, Belin, 1897
- Portraits et récits, extraits des Mémoires des XVIIe et XVIIIe siècles, avec un commentaire, Belin, 1897
- La Rédaction au certificat d'études primaires, Belin, 1898

## Récompenses et distinctions
- Chevalier de la Légion d'honneur (30 août 1870).